# Wilhelm Netzel
Nils Wilhelm Netzel, född 1 november 1834 i Stockholm, död där 7 februari 1914, var en svensk läkare. Han var gift med Laura Netzel och son till en kusin till Johan Gustaf Netzel.
Netzel blev student vid Uppsala universitet 1853 och medicine doktor 1865 på avhandlingen Om de puerperala förändringarna inom lifmodern. Han blev amanuens vid den obstetriska avdelningen på Allmänna barnbördshuset 1863, blev 1864 tillförordnad adjunkt i obstetrik och gynekologi, ordinarie adjunkt 1865, extra ordinarie professor 1879, allt vid Karolinska institutet. Han utförde ovariotomi för första gången 1869 och kom att få stor betydelse för dess utveckling. År 1887 utnämndes han till ordinarie professor i obstetrik och gynekologi vid nämnda institut (som efterträdare till Anders Anderson), en befattning han behöll fram till 1899.
I "Nordiskt medicinskt arkiv", "Hygiea", "Svenska läkarsällskapets förhandlingar" och Howitz "Gynekologiske meddelelser" publicerade Netzel studier, i vilka han redovisade resultaten av sin omfattande och betydande verksamhet som läkare. Han valdes 1904 till hedersledamot av Svenska Läkaresällskapet. Hans värdefulla europeiska herbarium donerades till Stockholms högskola.

### Uppslagsverk
- Netzel, 2. Nils Vilhelm i Nordisk familjebok (andra upplagan, 1913)